# NGC 476
NGC 476 je galaksija u zviježđu Ribe.

## Vanjske poveznice
- SEDS: NGC 476